# Puente Allenby
El puente Allenby (en hebreo: גשר אלנבי‎, Gesher Alenbi) o puente del Rey Hussein (en árabe: جسر الملك حسين‎, Ŷisr al-Malek Hussein) es un puente sobre el río Jordán, que conecta Jericó en Cisjordania con Jordania. Es el punto designado para la entrada y salida de palestinos residentes en Cisjordania para acceder al Reino de Jordania e Israel.
El puente fue originalmente construido en 1918 por el general británico Edmund Allenby sobre los restos de un puente de la era colonial otomana. Fue destruido en la operación Noche de los puentes por Palmaj el 16 de junio de 1946. Fue destruido de nuevo durante la guerra de los Seis Días, para ser reemplazado de forma provisional en 1968.

## Denominación
Al puente se le sigue conociendo como puente «Allenby» entre los israelíes, aunque los palestinos le denominan «Al-Karamé» y los jordanos puente del rey Huséin I de Jordania. A finales de los años 1990, tras el Tratado de paz israelí-jordano, se construyó un nuevo paso con pavimento junto al paso de madera con la ayuda del gobierno de Japón.

## Terminal israelí
El lado del puente en Cisjordania es considerado por los israelíes como un punto de entrada a Israel y está controlado exclusivamente por las autoridades israelíes. Las autoridades jordanas reconocen el puente como un punto de entrada internacional, pero a diferencia de otros pasos fronterizos con Israel, las autoridades jordanas no entregan visados, por lo tanto, quienes quieren entrar por primera vez en Jordania, no podrán hacerlo utilizando este paso. Los palestinos que quieran viajar al extranjero deben utilizar este paso para salir de la Autoridad Nacional Palestina hacia Jordania, y utilizar el Aeropuerto Internacional Reina Alia en Amán para volar al extranjero, dado que no se les suele permitir utilizar el Aeropuerto Internacional Ben Gurion junto a Tel Aviv.
A los ciudadanos israelíes no se les permite utilizar este paso. Los turistas que quieren viajar a Jordania deben tener previamente un visado jordano. Los que salen de Jordania por el puente Allenby pueden volver mostrando el visado de salida. Los turistas y habitantes del Este de Jerusalén pueden dirigirse directamente al terminal israelí, pero los palestinos de Cisjordania han de comenzar el viaje en un terminal especial en Jericó.

## Terminal jordano
La parte jordana del puente era[¿cuándo?] una sucursal del Banco de Jordania para el intercambio de divisas.

## Historia
El 10 de marzo de 2014 Raed Zeiter, un juez jordano, fue asesinado a tiros por soldados israelíes en el paso fronterizo del puente Allenby. Los soldados israelíes implicados afirmaron que Zeiter había intentado arrebatarle un arma a un soldado y también los había atacado con un palo de metal, una versión que fue refutada por un testigo presencial que habló con los medios de comunicación internacionales, así como por representantes del gobierno de Jordania, entre otros. El acontecimiento se convirtió en un incidente internacional e Israel emitió formalmente una declaración de pesar.
La mañana del 8 de septiembre de 2024, en el contexto de la guerra Israel-Gaza, un camionero jordano llevó a cabo un tiroteo masivo en el puente Allenby, matando a tres guardias de seguridad israelíes, entre ellos, un colono israelí. Ocultando su arma, el atacante se acercó a los trabajadores israelíes en la terminal y luego abrió fuego, lo que provocó la muerte de las tres víctimas. El atacante fue abatido a tiros por las fuerzas de seguridad israelíes.

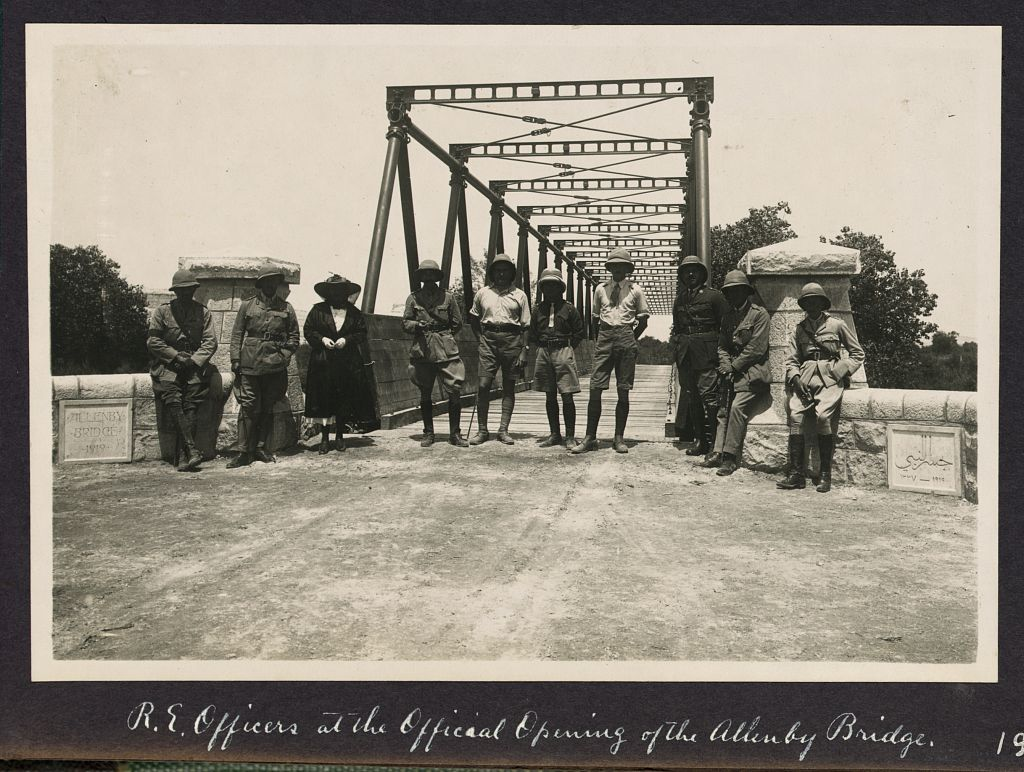
Oficiales en la inauguración del puente en 1918.
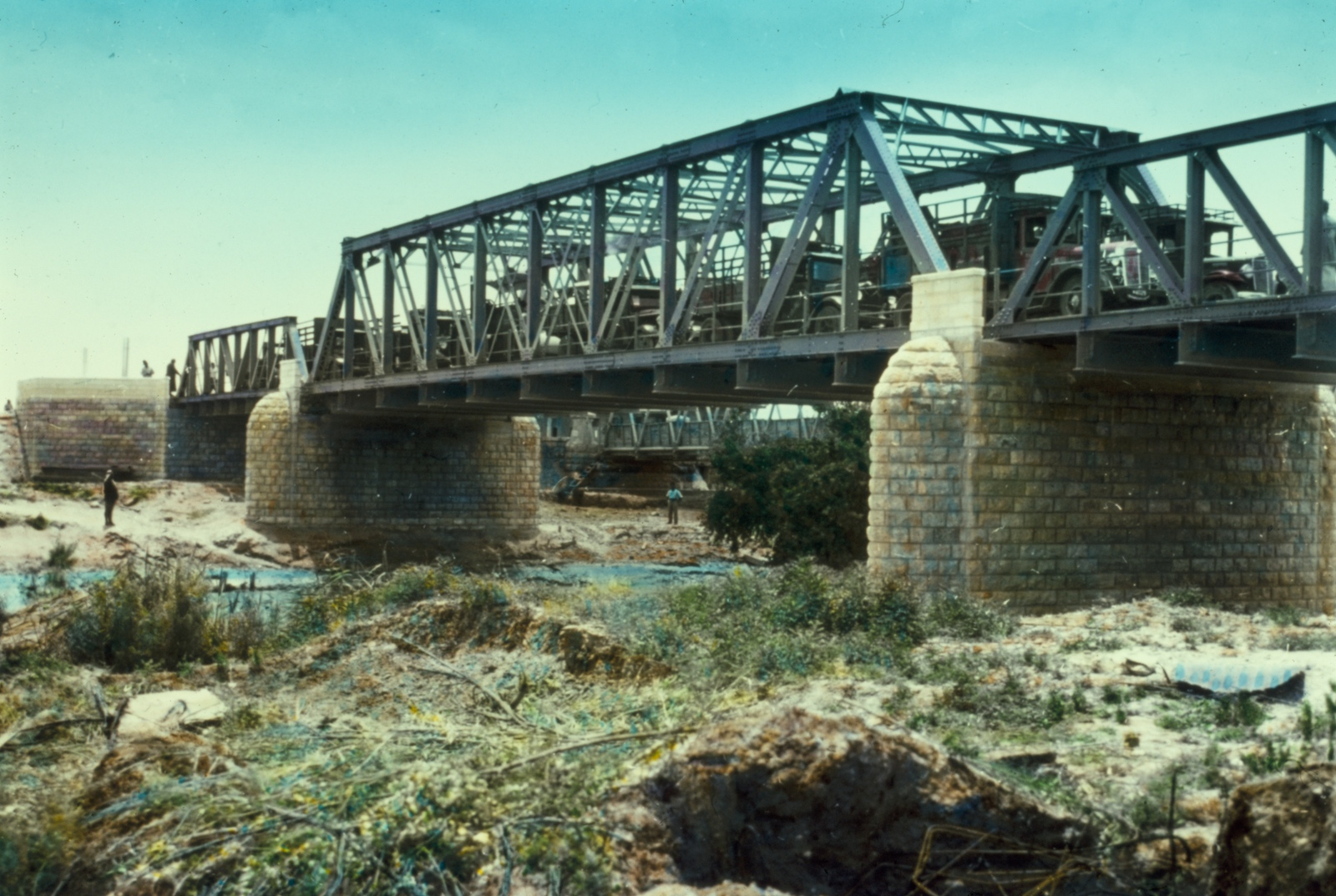
Puente de mayor tamaño construido en los años 1930 junto al original, que se puede apreciar al fondo.
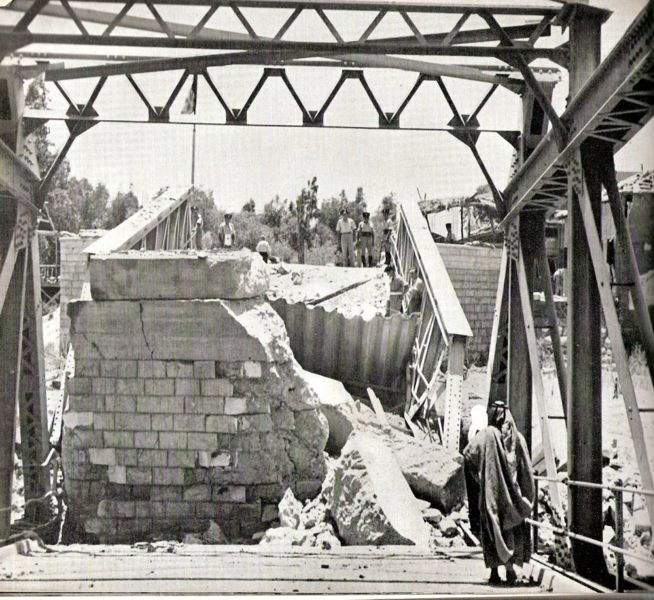
Puente Allenby después de ser destruido por Palmaj in 1946.
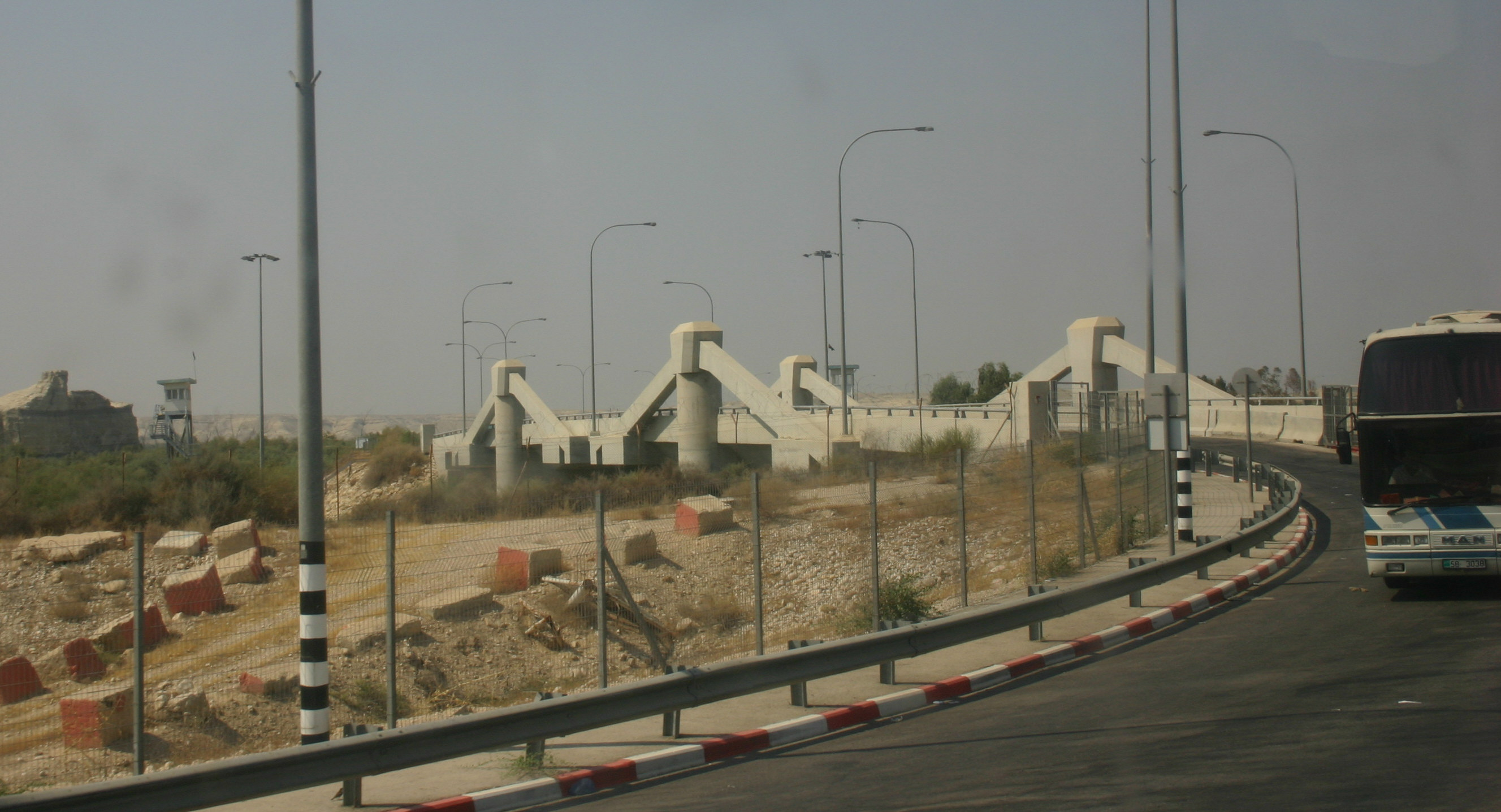
Imagen del puente en 2006.
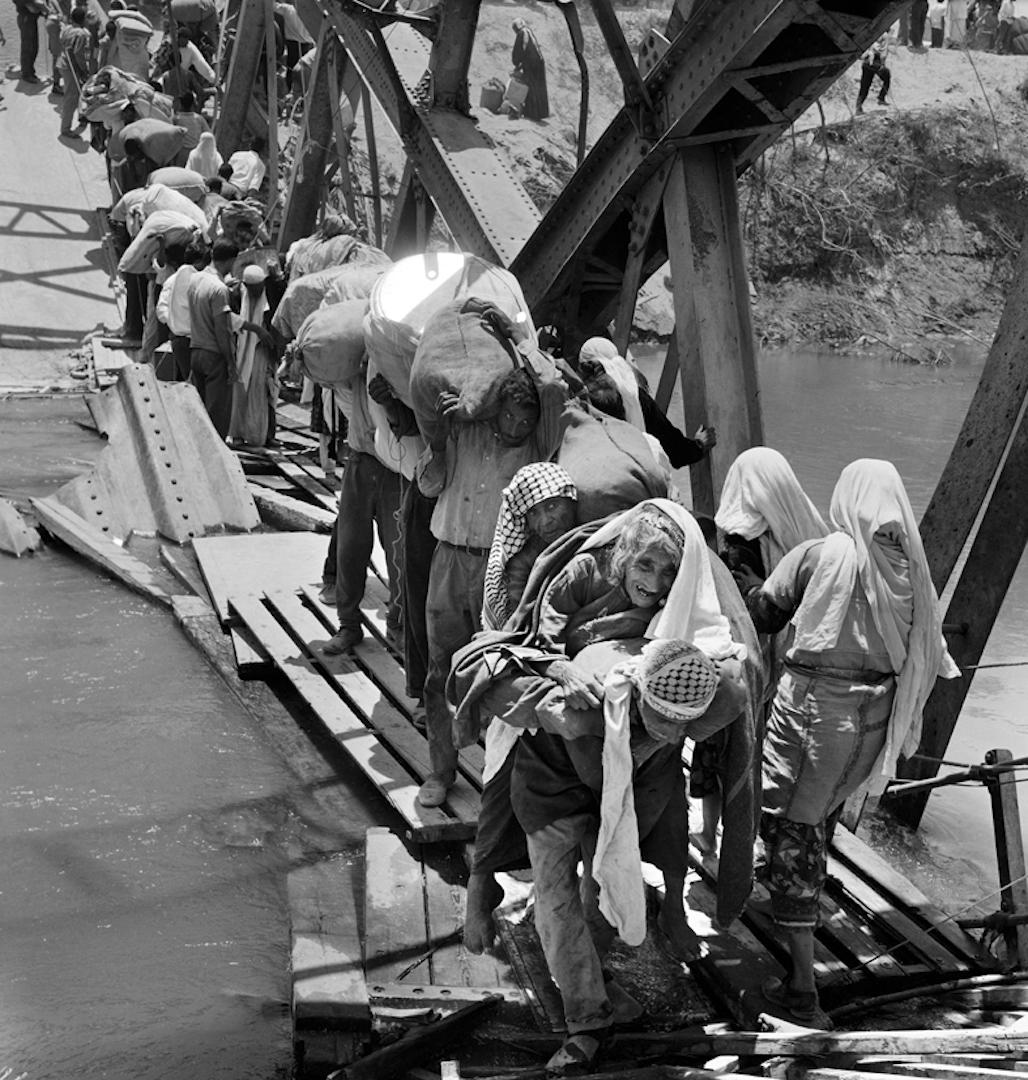
Refugiados palestinos cruzan el puente Allenby en dirección a Jordania durante la guerra de los Seis Días